# 대한민국 제16대 대통령 선거 인천광역시
이 문서는 대한민국 제16대 대통령 선거의 인천광역시 지역 개표 결과이다.

## 개표 결과

### 중구
|  | 50.48% |

|  | 44.45% |

|  | 4.39% |

|  | 0.33% |

|  | 0.19% |

|  | 0.14% |

### 동구
|  | 47.70% |

|  | 45.75% |

|  | 5.71% |

|  | 0.43% |

|  | 0.22% |

|  | 0.16% |

### 남구
|  | 47.43% |

|  | 47.14% |

|  | 4.76% |

|  | 0.32% |

|  | 0.17% |

|  | 0.15% |

### 연수구
|  | 49.63% |

|  | 44.74% |

|  | 5.17% |

|  | 0.22% |

|  | 0.11% |

|  | 0.10% |

### 남동구
|  | 51.40% |

|  | 43.08% |

|  | 4.94% |

|  | 0.27% |

|  | 0.15% |

|  | 0.13% |

### 부평구
|  | 51.95% |

|  | 42.49% |

|  | 5.01% |

|  | 0.25% |

|  | 0.15% |

|  | 0.12% |

### 계양구
|  | 53.94% |

|  | 40.65% |

|  | 4.91% |

|  | 0.23% |

|  | 0.13% |

|  | 0.11% |

### 서구
|  | 52.61% |

|  | 41.13% |

|  | 5.66% |

|  | 0.30% |

|  | 0.15% |

|  | 0.12% |

### 강화군
|  | 54.56% |

|  | 39.85% |

|  | 4.36% |

|  | 0.69% |

|  | 0.34% |

|  | 0.17% |

### 옹진군
|  | 58.11% |

|  | 37.53% |

|  | 3.28% |

|  | 0.48% |

|  | 0.45% |

|  | 0.11% |

## 전체 결과
|  | 49.82% |

|  | 44.56% |

|  | 5.02% |

|  | 0.29% |

|  | 0.16% |

|  | 0.13% |

새천년민주당 노무현 후보가 49.82%의 득표율을 기록하면서 인천광역시에서 승리를 거두었다. 이번 선거에서 노무현 후보는 과반에 필적하는 높은 득표율을 인천광역시에서 기록했다. 이로써 인천에서 민주당계 정당은 2연승을 기록했으며 민주화 이후 인천광역시에서 1위를 하는 후보는 대통령에 당선된다는 징크스를 계속 이어나갔다.
한나라당 이회창 후보는 44.56%의 득표율을 기록하면서 2위를 차지했다. 이회창 후보는 지난 대선 대비 득표율이 증가했지만 승리로 이어지지는 않았다.
민주노동당 권영길 후보는 득표율 5.02%를 기록하면서 상대적으로 선전했다.

### 주요 후보 결과
| 지역   | 이회창  | 이회창 | 노무현  | 노무현 | 권영길 | 권영길 |
| 지역   | 득표수  | 득표율 | 득표수  | 득표율 | 득표수 | 득표율 |
| ------ | ------- | ------ | ------- | ------ | ------ | ------ |
| 중구   | 19,378  | 50.48% | 17,064  | 44.45% | 1,685  | 4.39%  |
| 동구   | 18,300  | 47.70% | 17,552  | 45.75% | 2,191  | 5.71%  |
| 남구   | 100,004 | 47.14% | 100,624 | 47.43% | 10,114 | 4.76%  |
| 연수구 | 60,781  | 49.63% | 54,792  | 44.74% | 6,336  | 5.17%  |
| 남동구 | 82,816  | 43.08% | 98,802  | 51.40% | 9,512  | 4.94%  |
| 부평구 | 113,642 | 42.49% | 138,947 | 51.95% | 13,418 | 5.01%  |
| 계양구 | 63,010  | 40.65% | 83,602  | 53.94% | 7,617  | 4.91%  |
| 서구   | 64,827  | 41.13% | 82,918  | 52.61% | 8,934  | 5.66%  |
| 강화군 | 19,818  | 54.56% | 14,475  | 39.85% | 1,586  | 4.36%  |
| 옹진군 | 4,629   | 58.11% | 2,990   | 37.53% | 262    | 3.28%  |

새천년민주당 노무현 후보와 한나라당 이회창 후보가 인천광역시 내 10개 지역 중 5개 지역씩 승리를 거두었다. 노무현 후보는 구도심 지역인 남구 지역과 신도심 지역인 남동구, 부평구, 계양구, 서구에서 승리를 거두었다. 특히 계양구와 서구에서는 10%p 이상의 격차를 벌리는 결과를 얻는데 성공했다.
한나라당 이회창 후보는 원도심 지역인 중구와 동구에서 승리했으며 연수구에서 승리를 거두었다. 또한 군 지역인 강화군, 옹진군에서 15%p 내외의 차이를 벌리며 승리했다.
민주노동당 권영길 후보는 옹진군을 제외한 모든 지역에서 4% 이상의 득표율을 기록했으며 동구, 연수구, 부평구, 서구에서는 5% 이상의 득표율을 기록하는데 성공했다.

## 같이 보기
- 대한민국 제16대 대통령 선거